# Cor Mutsers
Cor Mutsers (* 21. April 1957 in Asten) ist ein niederländischer Gitarrist.
Mutsers begann im Alter von acht Jahren Gitarre zu spielen. Von 1976 bis 1981 studierte er klassische Gitarre am Konservatorium von Maastricht. Von 1978 bis 1981 spielte er Gitarre bei Double Grant mit Frank Baijens (Keyboards). Ruurd Boes (Gitarre, Leadsang), Toon Segers (Bass), Jan Voermans (Schlagzeug). Danach spielte er mit Ton Engels und René Creemers in der Band Blowbeat. Durch Ruud Hermans kam er zu Country- und Bluegrassmusik. Daneben arbeitete er auch mit Gé Reinders und Gerard van Maasakkers.
Von 1992 bis 1995 studierte er am Konservatorium von Tilburg Jazz und Improvisationsmusik. Er unternahm Tourneen mit Harry Sacksioni und Mathilde Santing und spielte Bluegrass mit Liz Meyer. Mit Ilse DeLange nahm er das Album Dear John auf. Auch mit Marcel de Groot hat er gespielt und ein Album aufgenommen. Weitere CDs entstanden mit dem Kabarettisten Toon Hermans und mit Patrick van Gerven. 2006 begleitete er José Carreras auf dem Album Energia.
Seit 2002 arbeitet er mit Lenny Kuhr zusammen, seit 2006 auch mit Jennemieke Snijders.

## Diskographie
- We Are Not Alone mit Patrick van Gerven Eric Coenen, Michael Gustorff, Randy Howard, 1995
- If Only We Could Sing mit Patrick van Gerven, 1998
- My Fingerprints solo album, 2007